# 伊藤忠ファイナンス
伊藤忠ファイナンス株式会社（いとうちゅうファイナンス）は、伊藤忠商事が90％以上出資するファイナンス事業会社。

## 概要
- 沿革　1993年（平成5年）11月　設立
- 代表者　代表取締役社長　中村 雅次
- 資本金　34億7000万円
- 本社所在地　東京都港区北青山2-5-1　伊藤忠ビル
- 従業員　58名（2007年3月末現在）
- 本支店　東京本社、九州支店
- 事業内容　中堅、中小企業を中心に金融サービスを提供